# Hickman-Katheter

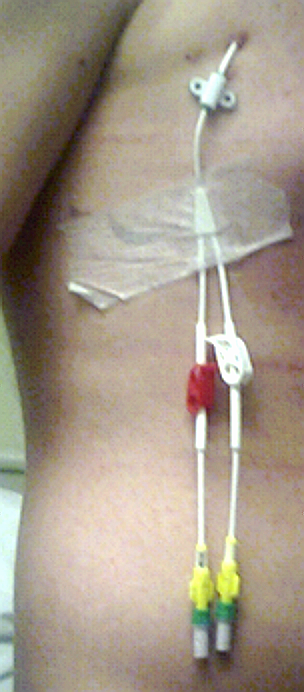
Hickman-Katheter bei einem Leukämie-Patient. Er verläuft unter der Haut in einem Tunnel zur Schlüsselbeinvene.

Ein Hickman-Katheter ist ein nach seinem Erfinder, dem Arzt Robert O. Hickman, benannter Zentraler Venenkatheter (ZVK) aus Silikon. Er wird meistens für eine Chemotherapie oder die regelmäßige, längerfristige Gabe anderer Medikamente implantiert und kann in diesem Zusammenhang auch zur Blutentnahme verwendet werden. Hickman-Katheter sind auch doppel- und mehrläufig erhältlich, es gibt außerdem spezielle Typen zur Dialyse oder Apherese. Gegenüber dem vergleichbaren Broviac-Katheter weisen Hickman-Katheter etwas größere Lumina auf (von Hickman mit ID 0,32 mm angegeben). Hickman- und Broviac-Katheter können für längere Zeit bis zum Ende der Therapie liegen bleiben und werden „untertunnelt“ angelegt. Die bei den Kathetern herstellerabhängig meist vorhandenen Kunststoff (Dacron)-Muffen (eine bei Broviac, zwei bei Hickman) können ggf. antibiotisch bzw. antibakteriell imprägniert sein (z. B. mit Silberionen).

## Implantation
Die Implantation (Anlage) eines Hickman-Katheters erfolgt üblicherweise unter Sedierung und Lokalanästhesie oder in Narkose.
Auf der Höhe des dritten oder vierten Zwischenrippenraums wird neben dem Brustbein eingeschnitten und mit einem Operations-Spieß der Katheter unter der Haut bis in den Schulterbereich durchgezogen (getunnelt). Die Dacron-Muffe des Katheters soll sich dann ca. 1,5–2 cm hinter der Durchtrittsstelle des Katheters durch die Haut befinden. Anschließend wird entweder die interne oder externe Drosselvene eröffnet. Von dort aus wird nun der Katheter in die obere Hohlvene und bis zum rechten Vorhof des Herzens weitergeführt. Das geschieht mittels Seldinger-Technik, bei der zuerst ein spezieller Führungsdraht eingeschoben und platziert wird. Danach wird über diesen der eigentliche Katheter geschoben und der Draht wieder herausgezogen.
Im Anschluss wird die Stelle über der Vene zugenäht und der Katheter an seiner Austrittsstelle mit einem sterilen Pflaster abgedeckt, um eine Kontamination zu vermeiden. Während der Implantation wird die Position des Katheters mit Bildwandler und Ultraschall überprüft, nach Abschluss wird zu Dokumentationszwecken in der Regel noch ein Röntgenbild angefertigt.

## Geschichte
Venöse Langzeit-Katheter wurden 1968 verfügbar, das Design wurde von Broviac et al. 1973 verbessert. Broviac verwandte an Stelle der bis dahin gebräuchlichen Katheter aus Polyethylen solche aus weichem und flexibleren Silikon. Hickman et al., nach dem das System benannt wurde, führte Ende der 1970er Jahre anwendungsspezifische Verbesserungen ein, so einen etwas größeren Innendurchmesser (für parenterale Ernährungslösung besser geeignet), und eine zweite Dacron-Muffe am Katheter, als zusätzliche Infektionsbarriere. Robert O. Hickman war Pädiater und Nephrologe am Children’s Hospital in Seattle.

## Komplikationen
Mögliche Komplikationen von Langzeit-Kathetern allgemein sind unter anderem Blutungen und Pneumothorax als Folge der Implantation, Thrombosen und Infektionen während der Liegedauer des Katheters. Zur Verhinderung der Verstopfung des Katheters durch geronnenes Blut ist ein unbenutzter Hickman-Katheter regelmäßig mit steriler physiologischer Kochsalzlösung zu spülen, evtl. wird anschließend ein Block mit einer antiseptischen Taurolidin-Lösung instilliert. Ebenso ist an der Austrittsstelle des Katheters und beim Umgang mit ihm auf Sterilität zu achten, vor allem bei immunsupprimierten Patienten wie es z. B. bei onkologischen Patienten während oder nach Chemotherapie der Fall ist. Fieber kann ein Anzeichen einer katheterassoziierten Infektion sein. Bei diesem und anderen Symptomen, z. B. Schwellungen oder Blutungen im Bereich der Austrittsstelle, sollten Patienten umgehend medizinische Hilfe in Anspruch nehmen.